# Lansford (Dakota del Nord)
Lansford és una població dels Estats Units a l'estat de Dakota del Nord. Segons el cens del 2000 tenia 253 habitants.

## Demografia
Segons el cens del 2000, Lansford tenia 253 habitants, 106 habitatges, i 73 famílies. La densitat de població era de 279,1 hab./km².
Dels 106 habitatges en un 35,8% hi vivien nens de menys de 18 anys, en un 61,3% hi vivien parelles casades, en un 4,7% dones solteres, i en un 31,1% no eren unitats familiars. En el 28,3% dels habitatges hi vivien persones soles el 12,3% de les quals corresponia a persones de 65 anys o més que vivien soles. El nombre mitjà de persones vivint en cada habitatge era de 2,39 i el nombre mitjà de persones que vivien en cada família era de 2,95.
Per edats la població es repartia de la següent manera: un 25,7% tenia menys de 18 anys, un 6,7% entre 18 i 24, un 35,2% entre 25 i 44, un 20,2% de 45 a 60 i un 12,3% 65 anys o més.
L'edat mediana era de 37 anys. Per cada 100 dones de 18 o més anys hi havia 104,3 homes.
La renda mediana per habitatge era de 37.250 $ i la renda mediana per família de 42.308 $. Els homes tenien una renda mediana de 24.028 $ mentre que les dones 19.821 $. La renda per capita de la població era de 17.463 $. Entorn del 2,8% de les famílies i el 4,2% de la població estaven per davall del llindar de pobresa.

## Poblacions més properes
El següent diagrama mostra les poblacions més properes.